# Patrice Flynn
Patrice Flynn (ur. 15 sierpnia 1874 w Levallois-Perret, zm. 13 października 1970) – francuski duchowny katolicki, biskup diecezjalny Nevers w latach 1932-1963.

## Życiorys
Święcenia kapłańskie otrzymał 10 lipca 1898 roku.
16 sierpnia 1932 papież Pius XI mianował go ordynariuszem diecezji Nevers. Sakry udzielił mu kard. Jean Verdier. Na emeryturę przeszedł 17 grudnia 1963 i otrzymał wówczas biskupią stolicę tytularną Arneae.
Od śmierci w styczniu 1970 austriackiego biskupa Adama Heftera był najstarszym żyjącym katolickim hierarchą.